# Gustaf Bergman (läkare)
Frans Anton Gustaf Bergman, född 27 december 1837 i Stockholm, död där 19 maj 1910, var en svensk läkare.
Bergman blev student vid Uppsala universitet 1856, medicine kandidat 1863, medicine licentiat 1867 och medicine doktor 1869 på avhandlingen Om rödsoten i Sverige. Han var docent i epidemiologi och allmän hälsovård vid Uppsala universitet 1869–1893, intendent vid Sätra hälsobrunn 1879–1885 och tilldelades professors namn, heder och värdighet 1893. Han skrev Om Sveriges folksjukdomar (1–3, 1869–1877).